# James Widdoes
James Widdoes, às vezes creditado Jamie Widdoes (Pensilvânia, 15 de novembro de 1953) é um ator e diretor estadunidense. É mais conhecido por dirigir a série Two and a Half Men.

## Filmografia

### Direção
- Sullivan & Son (2012)
- Men at Work (2012)
- Two and a Half Men (2006-presente)
- Rob (2012)
- Village People (2012)
- 'Til Death (2006-2010)
- The Bill Engvall Show (2007-2009)
- Bless This Mess (2009)
- According to Jim (2007)
- The Beast (2007)
- Modern Men (2006)
- Twins (2005-2006)
- Dirtbags (2006)
- Out of Practice (2005)
- The WIN Awards (2005)
- 8 Simple Rules (2002-2005)
- Like Cats and Dogs (2004)
- Sweden, Ohio (2004)
- All About the Andersons (2003-2004)
- The King of Queens (2001-2003)
- The Mayor (2003)
- Once Around the Park (2003)
- Greetings from Tucson (2002)
- My Wife and Kids (2001-2002)
- In My Opinion (2002)
- Sun Gods (2002)
- Reba (2001)
- Kristin (2001)
- Some of My Best Friends (2001)
- The Fighting Fitzgeralds (2001)
- Cursed (2001)
- Movie Stars (1999-2000)
- The Mike O'Malley Show (1999)
- Brother's Keeper (1998-1999)
- Chicks (1999)
- Holding the Baby (1998)
- Getting Personal (1998)
- Something So Right (1996-1998)
- Two Guys and a Girl (1998)
- Working (1997-1998)
- King of New York (1998)
- Dave's World (1993-1997)
- Boston Common (1996-1997)
- Temporarily Yours (1997)
- Can't Hurry Love (1995-1996)
- Bunk Bed Brothers (1996)
- The Crew (1995)
- In the House (1995)
- Wild Oats (1994)
- Muddling Through (1994)
- Delta (1993)
- Home Free (1993)
- Flying Blind (1993)
- Camp Wilder (1993)
- Empty Nest (1992)
- Vinnie & Bobby (1992)
- Davis Rules (1991-1992)
- Harry and the Hendersons (1991)
- Uncle Buck (1990-1991)
- Doctor Doctor (1990-1991)
- Sugar and Spice (1990)
- Just the Ten of Us (1989-1990)
- Living Dolls (1989)
- Anything But Love (1989)
- Raising Miranda (1988)
- Throb (1988)

### Produção
- The Bill Engvall Show (2007-2009)
- 8 Simple Rules (2004-2005)
- All About the Andersons (2003)
- Once Around the Park (2003)
- The Fighting Fitzgeralds (2001)
- Some of My Best Friends (2001)
- Movie Stars (1999)
- Brother's Keeper (1998-1999)
- Dave's World (1993-1997)
- Can't Hurry Love (1995)

### Atuação
- Animal House: The Inside Story (2008) - Ele mesmo
- Who's Your Caddy? (2007) - Ele mesmo
- Twins (2006) - Ira
- Greetings from Tucson (2002-2003) - Don Tobin
- Unseen + Untold: National Lampoon's Animal House (2003) - Ele mesmo
- Where Are They Now?: A Delta Alumni Update (2003) - Assistente de Robert Hoover
- VH-1 Behind the Movie (2002) - Ele mesmo
- My Wife and Kids (2001) - Lary/Man
- The Yearbook: An 'Animal House' Reunion (1998) - Ele mesmo
- Chantmania: The Benzedrine Monks of Santo Damonica (1994) - Alain Smithee
- Dave's World (1994) - Big Willie
- Shadows in the Storm (1988) - Victor
- I Married Dora (1988)
- CBS Summer Playhouse (1987) - Brian
- American Playhouse (1987) - Charley Wyckenham
- My Town (1986) - Hal Fisher
- Night Court (1986) - Chad Newland
- George Burns Comedy Week (1985) - Fred
- Simon & Simon (1985) - Attorney Roger Brunswick
- Super Password (1985) - Ele mesmo
- Charles in Charge (1984-1985) - Stan Pembroke
- Back Together (1984) - Elliott Harrington
- Blood Feud (1983) - Dave Thatcher
- Match Game/Hollywood Squares Hour (1983) - Ele mesmo
- Remington Steele (1983) - Claude Vandermeer
- Park Place (1981) - Brad Lincoln
- Delta House (1979) - Robert Hoover
- O Clube dos Cafajestes (1979) - Robert Hoover
- Disco Beaver from Outer Space (1978)

### Escritor
- Something So Right (1996)